# Матрунчик, Иосиф Васильевич
Иосиф Васильевич Матрунчик (1903—1945) — гвардии подполковник Рабоче-крестьянской Красной армии, участник советско-финской и Великой Отечественной войн, Герой Советского Союза (1940).

## Биография
Иосиф Матрунчик родился 21 января 1903 года в деревне Кайково (ныне — Минский район Минской области Белоруссии). После окончания шести классов школы работал батраком, чернорабочим. В ноябре 1925 года Матрунчик был призван на службу в Рабоче-крестьянскую Красную Армию. В 1932 году он окончил Оренбургскую военную авиационную школу лётнабов, в 1934 году — Борисоглебскую военную авиационную школу лётчиков.
Участвовал в боях советско-финской войны, будучи командиром эскадрильи 18-го скоростного бомбардировочного авиаполка 15-й армии. За время войны совершил 59 боевых вылетов на бомбардировку скоплений финской боевой техники и живой силы, нанеся противнику большие потери.
Указом Президиума Верховного Совета СССР от 20 мая 1940 года за «мужество и героизм, проявленные в боях» капитан Иосиф Матрунчик был удостоен высокого звания Героя Советского Союза с вручением ордена Ленина и медали «Золотая Звезда» за номером 338.
Участвовал в боях Великой Отечественной войны, обороне Ленинграда, был тяжело ранен. После ранения был лётчиком-инспектором по технике пилотирования в 326-й бомбардировочной авиационной дивизии.
Погиб 9 мая 1945 года, подорвавшись на противотанковой мине. Похоронен в городе Пила Великопольского воеводства Польши.

## Награды и звания
Был награждён двумя орденами Ленина (20.05.1940, 17.12.1941), двумя орденами Красной Звезды, рядом медалей.